# ساز بادی برنجی

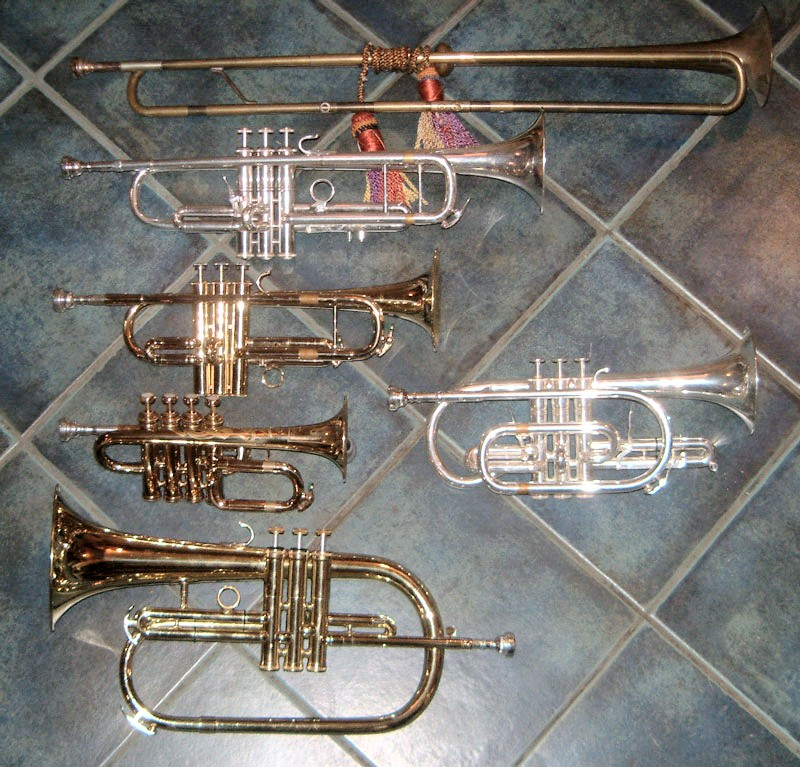
شش ساز بادی برنجی، سمت چپ از بالا به پایین: ترومپت باروک، ترومپت مدرن در سی بمل، ترومپت مدرن در ر، ترومپت پیکولو در سی بمل، فلوگل‌هورن در سی بمل و سمت راست کورنت

ساز بادی برنجی (انگلیسی: Brass instrument) دسته‌ای از سازهای بادی ارکستر سمفونیک، از دستهٔ شیپورها است که سابقاً از مس ساخته می‌شد و امروزه از برنج ساخته می‌شود.
در این دسته از سازها تولید صدا از طریق ارتعاش لب‌های نوازنده در درون کاسه دهنی حاصل می‌شود.
مانند ترومپت، ترومبون و توبا.

## ساختار
جنس سازهای این خانواده از مس یا برنز می‌باشد. در این سازها صدا توسط ارتعاش لب‌های نوازنده تولید می‌شود. سازهای برنجی از لوله‌ای تشکیل می‌شود که حداقل دو بار خمیده شده باشد. شکل لوله در این سازها مخروطی و انتهای آنها به شکل قیف یا فنجان است. در این نوع سازها هر چقدر وسعت صوت بم‌تر باشد، دهانهٔ ساز گودی بیشتری دارد. لوله‌های این سازها فاقد سوراخ هستند و صدا از طریق دریچه‌هایی که به وسیلهٔ دکمه‌هایی در زیر انگشتان نوازنده قرار دارد، تولید می‌شود. در سازهایی که صدای زیر دارند سه دریچه و سازهایی که بم هستند چهار دریچه تعبیه شده‌است. در برخی از این نوع، سازها فاقد دریچه هستند و تولید صدا از طریق فشار هوا انجام می‌گیرد و از دو لوله متصل به شکل (U) تشکیل می‌شود.
در سازهای این خانواده نیز از «سوردین» برای تضعیف صدا و تغییر رنگ صوتی ساز استفاده می‌شود. سوردین در این سازها قطعه‌ای مخروطی از چوب یا پلاستیک است که در دهانهٔ انتهایی ساز قرار می‌گیرد.